# Jukka Viikilä
Pour les articles homonymes, voir Tuomainen.
Jukka Viikilä, né en 1973 à Helsinki, est un écrivain finlandais.

## Œuvres
- Runoja (Gummerus 2008)
- Runoja II (Gummerus 2010)
- Ensyklopedia (avec Janne Nummela et Tommi Nuopponen, Poesia 2011)
- Kuullut kaupungit (ntamo 2014)
- Akvarelleja Engelin kaupungista (Gummerus 2016  (ISBN 9789512402649))[3]
- Runoja I-II (Gummerus 2017)

## Anthologies
- Lyhyesti sanomisen taide, Avain 2014
- Lava-Antologia, Poesia 2013
- Lapsettoman paikka, Simpukkayhdistys 2013
- Elämäni peli – Suomen tenniksen ensimmäiset 100 vuotta, 2011
- Suomalaisia nykyrunoilijoita 2, BTJAvain 2011
- Pää auki! – Säkeitä nuorille, Lasten Keskus 2010
- Runot 2007, Gummerus 2007

## Prix et distinctions
- Prix Finlandia 2016 (pour Akvarelleja Engelin kaupungista)[1]
- Prix Kaarle 2017 (pour Akvarelleja Engelin kaupungista)[2]
- Prix Finlandia 2021 (pour Taivaallinen vastaanotto)[4]